# Верхний Иркун
Верхний Иркун — упразднённое село в Бурейском районе Амурской области России. Исключено из учётных данных в 1974 году.

## География
Село располагалось в истоке реки Второй Долдыкан, на расстоянии примерно 4 километров (по прямой) к северо-востоку от села Долдыкан.

## История
Образовано в 1926—1928 годы, в 1929 году имелось 10 хозяйство и проживало 63 человек. В административном отношении входила в состав Долдыканского сельсовета Завитинского района Амурского округа Дальневосточного края.
Село являлась отделением колхоза «Новая жизнь» села Долдыкан.
Решением Амурского исполкома от 7 июня 1974 года № 253, село Верхний Иркун исключено из учётных данных как несуществующее.